# オリヴィア・デ・ハヴィランド
デイム・オリヴィア・メアリー・デ・ハヴィランド（Dame Olivia Mary de Havilland, DBE、[əˈlɪviə də ˈhævɪlənd]、1916年7月1日 - 2020年7月26日）は、アメリカ合衆国の女優。

## 人物
女優としてのキャリア初期には清純な娘役を演じることが多かったが、キャリア後期には存在感のある重厚な役柄を演じている。デ・ハヴィランドはイギリス人の両親の間に日本で生まれた。妹のジョーン・フォンテインも日本の生まれで、デ・ハヴィランドと同じく女優の道に進んでいる。デ・ハヴィランドの家系は、イギリス王室の祖にあたるノルマンディー公ギヨーム2世（ウィリアム1世）と共にノルマン・コンクエストに加わったノルマン人のド・アヴィル (de Haville) にさかのぼる。1919年に一家は日本を離れて故国イギリスへと向かったが、旅の途中で姉妹が病にかかったため滞在中のカリフォルニアに、母子だけがそのまま移住した。
デ・ハヴィランドが出演した映画のなかでもっとも有名な作品として『風と共に去りぬ』（1939年）が挙げられる。映画作品ではエロール・フリンの相手役を演じることが多く、『ロビンフッドの冒険』（1938年）、『無法者の群 (en:Dodge City)』（1939年）、『カンサス騎兵隊』（1940年）、『壮烈第七騎兵隊』（1941年）など、8作品で共演している。
デ・ハヴィランドは『遥かなる我が子』（1946年）と『女相続人』（1949年）で、アカデミー主演女優賞を2度受賞している。妹のジョーン・フォンテインも『断崖』（1941年）でアカデミー主演女優賞を受賞しており、2013年現在時点でアカデミー主演賞を獲得した唯一の兄弟姉妹となっている。アカデミー賞のほかにデ・ハヴィランドは『蛇の穴』（1948年）でナショナル・ボード・オブ・レビュー主演女優賞、ニューヨーク映画批評家協会賞主演女優賞、ナストロ・ダルジェント賞最優秀外国女優賞、ヴェネツィア国際映画祭女優賞を受賞している。また、ゴールデングローブ賞では『女相続人』（1949年）で主演女優賞（ドラマ部門）を、『アナスタシア/光・ゆらめいて』（1986年）で助演女優賞（ミニシリーズ･テレビ映画部門）をそれぞれ受賞している。1960年には、それまでの映画界への貢献が讃えられてハリウッド・ウォーク・オブ・フェームにプレートが設置された。2008年には当時のアメリカ合衆国大統領ジョージ・W・ブッシュから、芸術分野の顕彰としてはアメリカ最高位の国家芸術メダル (en:National Medal of Arts) が贈られている。2017年6月、史上最高齢の101歳で大英帝国勲章（DBE）を受章した。2020年7月26日、パリの自宅で亡くなった。『風と共に去りぬ』の主要な出演者のうち、上映当時成人していた最後の存命者であった(子役を含むとボー・ウィルクス役のミッキー・カーンが2022年11月20日まで存命で、カーンの死去により同作の主要な出演者が全員この世を去った)。

## 前半生
オリヴィア・デ・ハヴィランドは、第一次世界大戦中の1916年7月1日に日本の東京（現在の東京都港区）で、イギリス人の両親の間に生まれた。
父親のウォルター・オーガスタス・デ・ハヴィランド（1872年8月31日 - 1968年5月23日）はケンブリッジ大学出身で、東京帝国大学の英語教授として日本に招かれていたとされているが異説がある（「ジョーン・フォンテイン#幼少期」参照）。いずれにしても後にウォルターは、日本での経験を活かして特許弁護士となっている。
母親のリリアン・オーガスタ（1886年6月11日 - 1975年2月20日）は、ロンドンの王立演劇学校出身で、夫ウォルターと来日する前には舞台女優をしていた。リリアンは、娘たちが1940年代に女優として成功を収めた後に「リリアン・フォンテイン」という芸名で、再び舞台女優に復帰している。
オリヴィアの父方の従兄ジェフリー・デ・ハヴィランド (en:Geoffrey de Havilland) は、イギリス空軍の爆撃機デ・ハヴィランド・モスキートの設計を担当したことで有名で、後に航空機メーカーであるデ・ハヴィランド・エアクラフトの創始者となった人物である。また、オリヴィアの父方の祖母はチャンネル諸島のガーンジー出身だった。

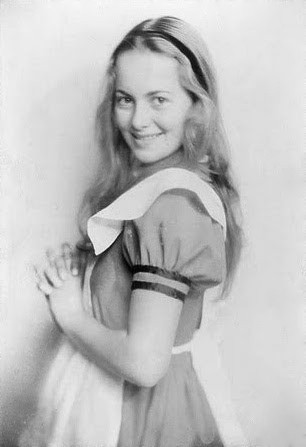
舞台劇『不思議の国のアリス』に出演したときのオリヴィア・デ・ハヴィランド。1933年。

オリヴィアの両親は1914年に結婚したが、ウォルターが浮気がちな男性だったために、二人の結婚生活は必ずしも幸福とはいえなかった。オリヴィアの妹で、後に女優ジョーン・フォンテインとなるジョーン・デ・ハヴィランドが生まれたのは1917年10月22日だった。オリビアが後年語ったところによれば、1918年の夏、軽井沢の別荘に母娘で滞在中のこと、母リリアンがある宣教師の妻から「あなたの夫が東京で女中と浮気をしているようだ」という話を聞いた。そこで母は東京に戻って女中部屋に入ると、案の定夫ウォルターの私物があった。そのときから彼らの結婚生活の絶望的な運命は決定づけられていたという。なお、オリヴィアが何十年も後になって父ウォルターにこのことについて聞いたところ、父はその一連の出来事を知らなかった様子で、困惑しながらも当時の記憶を思い起こし「諜報機関にいる古い友人に彼女（女中）を匿って欲しいと頼まれたのだ」と話した。オリヴィアはそれを聞き、父は嘘を付いていないと感じたといい、両親の離婚の原因は父の浮気ではなく、ただの誤解から始まった気持ちのすれ違いだったと信じているという。
1919年2月に、母リリアンは病弱だった娘たちには東京の気候があっていないのではないかと考え、ウォルターを説得して一家はイギリスへと戻ることを決めた。イギリスへ戻る途中にオリヴィアが気管支炎となり、高熱で倒れたために一家はカリフォルニアにしばらく滞在している。その後ジョーンも肺炎に罹患したために、リリアンは二人の娘とカリフォルニアに残る決断をし、サンフランシスコから50マイルほど離れたサラトガに移り住んだ。しかしながら父ウォルターは家族を見捨てて、後に結婚することとなる日本人家政婦とともに日本へ戻っていった。オリヴィアの両親はその後別居生活となったが、二人が正式に離婚したのは1925年2月になってからだった。
母リリアンは女優をやめてかなりの年月が経っていたために専門的な知識も忘れかけていたが、娘たちにシェイクスピアを読み聞かせて芸術に対する知識を教え込み、ほかに音楽や弁論術なども娘たちに学ばせた。1925年4月にウォルターとの間に正式に離婚が成立すると、リリアンは百貨店の経営者ジョージ・M・フォンテインと再婚した。ジョージは厳格な人物で、義娘となったオリヴィアとジョーンを厳しくしつけようとしたためにオリヴィアとジョーンはジョージに敵意を抱くようになった。また年子だったオリヴィアとジョーンも仲が悪くなり、この二人の不仲は生涯続いている。
デ・ハヴィランドはベルモントのノートルダム高校 (Notre Dame High School) とロス・ガトス高校 (en:Los Gatos High School)　で学んだ。高校生時代のデ・ハヴィランドは口が達者なフィールド・ホッケーが得意な少女で、高校では演劇部に所属していた。1933年にデ・ハヴィランドは、ルイス・キャロルの小説を原作とした、地域素人劇団の公演『不思議の国のアリス』の主役アリスで初舞台を踏んだ。後にデ・ハヴィランドはこの舞台のことを次のように振り返っている。
1934年に高校を卒業したデ・ハヴィランドは、サラトガ・コミュニティ劇場で上演されるシェイクスピア原作の戯曲『真夏の夜の夢』の妖精パック役の出演依頼を受けた。この年の夏、オーストリア人演出家マックス・ラインハルトがハリウッド・ボウルで『真夏の夜の夢』を上演するためにカリフォルニアを訪れていた。ラインハルトの助手が偶然にデ・ハヴィランドの演技を観て興味を抱き、そのことを聞いたラインハルトが自身が監督する『真夏の夜の夢』の主役ハーミアの代役にデ・ハヴィランドを指名した。そしてラインハルトの『真夏の夜の夢』が開幕する一週間前に、ハーミア役の女優が映画の撮影のためにカリフォルニアを離れてしまったために、代役のデ・ハヴィランドがハーミアを演じることとなった。初日の公演でデ・ハヴィランドの演技は好評を博し、その後の4週間にわたる巡業公演でデ・ハヴィランドはハーミアを演じ続けた。この巡業中にラインハルトは映画会社ワーナー・ブラザースから、ラインハルトの舞台版『真夏の夜の夢』の映画化が決まったという知らせを受け、ラインハルト自身が映画監督を担当することとなった。そしてラインハルトはデ・ハヴィランドに、舞台版と同様にこの映画でもハーミア役での出演依頼を申し出た。当時のデ・ハヴィランドは英語教師になるつもりで、秋には奨学金を得てミルズ大学に入学することが決まっていたが、ラインハルトがデ・ハヴィランドを説き伏せて映画出演を承諾させている。そして18歳のデ・ハヴィランドは、ワーナー・ブラザースとの8年間の出演契約書にサインした。

## 女優としてのキャリア

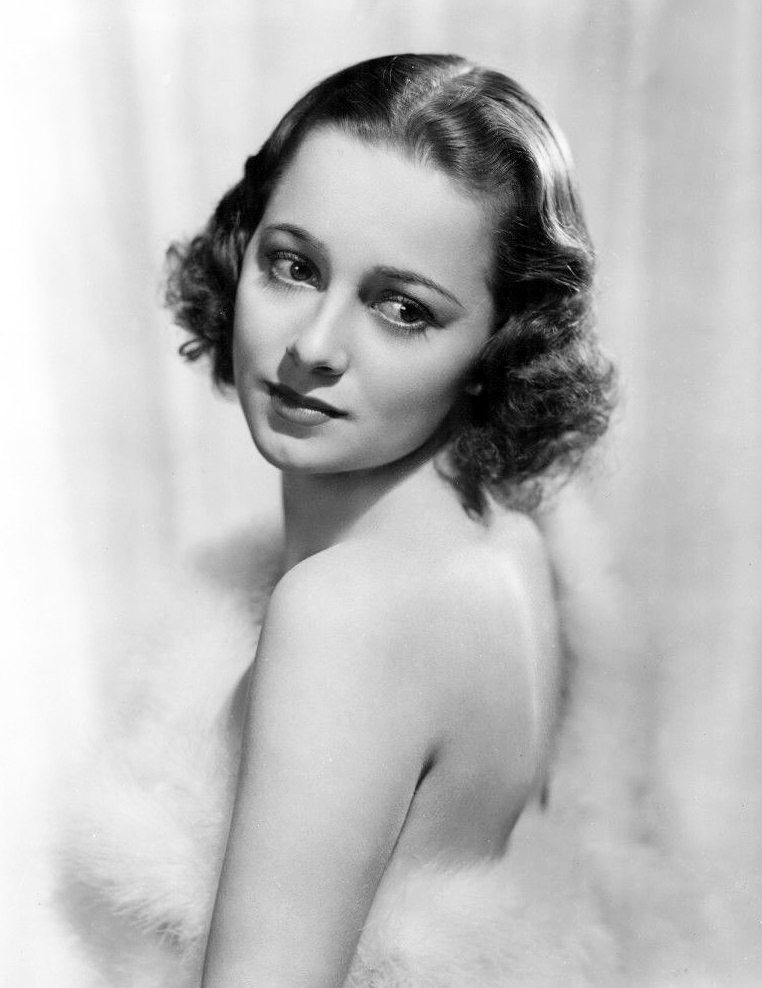
スタジオで撮影された宣材写真。1938年。

デ・ハヴィランドは1935年10月に公開された、マックス・ラインハルトの監督作品『真夏の夜の夢 (en:A Midsummer Night's Dream)』で映画デビューした。その後もコメディアンのジョー・E・ブラウン (en:Joe E. Brown) 主演の『ブラウンの怪投手 (en:Alibi Ike)』（1935年）、ジェームズ・キャグニー主演の『頑張れキャグニー (en:The Irish in Us)』（1935年）と、立て続けに3本のコメディ映画に出演している。
これら3本のコメディ映画に対する評価は賛否両論であり、デ・ハヴィランドに対する観客からの反応はよくなかった。ワーナー・ブラザースはデ・ハヴィランドを売り出す路線を変更することを決め、当時無名だったオーストラリアの俳優エロール・フリンの相手役として『海賊ブラッド』（1935年）に出演させるという賭けに出た。デ・ハヴィランドが起用されたのは、ワーナー・ブラザースのプロデューサーであるハル・B・ウォリスが、デ・ハヴィランドとのことを「お気に入り」で売り出したかったためだという要因もあった。『海賊ブラッド』は大ヒットし、批評家たちも主演した二人の役者を高く評価した。このため、デ・ハヴィランドとフリンの共演作品が次々と製作されることとなり、『進め龍騎兵 (en:The Charge of the Light Brigade)』（1936年）、『ロビンフッドの冒険』（1938年）、 『無法者の群』（1939年）、『カンサス騎兵隊 (en:Santa Fe Trail)』（1940年）、『壮烈第七騎兵隊』（1941年）など、合計8本の映画が製作されている。

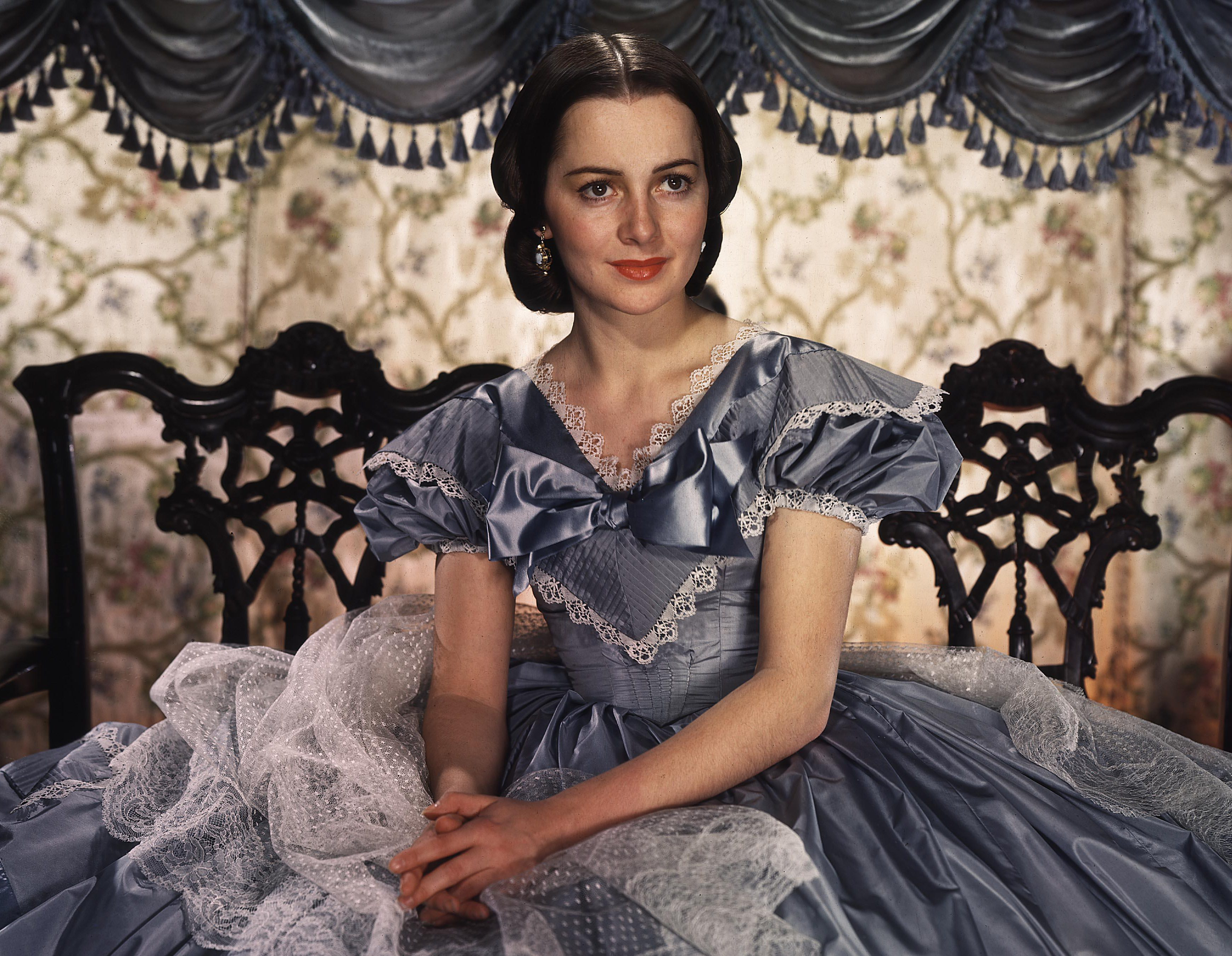
『風と共に去りぬ』（1939年）の宣材写真。デ・ハヴィランドはメラニー・ハミルトン役を演じた。

1930年後半にデ・ハヴィランドは、『Call It a Day』（1937年）、『結婚スクラム (en:Four's a Crowd)』（1938年）、『Hard to Get』（1938年）などさまざまな内容の現代風ライトコメディ作品に出演している。現代風コメディ以外の作品としては『風雲児アドヴァース (en:Anthony Adverse)』（1936年）、『The Great Garrick』（1937年）などに出演しており、これらの作品では、デ・ハヴィランドの洗練された容姿と美しい台詞回しが効果的に描写されている。コメディ映画でのデ・ハヴィランドの演技は批評家からも観客からも概ね好評であり、デ・ハヴィランドが演じたいと望んでいたシリアスで重厚な役どころへと踏み出すきっかけとはならなかった。そのような中で『風と共に去りぬ』（1939年）のメラニー・ハミルトンは、まさしくデ・ハヴィランドが求めていたシリアスな役だった。マーガレット・ミッチェルが書いた大河小説『風と共に去りぬ』を原作とするこの映画は、大物プロデューサーのデヴィッド・O・セルズニックが製作した大作である。原作小説を読んだデ・ハヴィランドは、このメラニー・ハミルトンが自分にとって大きな転機となる役だと直感した。『風と共に去りぬ』の監督に起用されたジョージ・キューカーが、デ・ハヴィランドの妹ジョーン・フォンテインにこのメラニー・ハミルトン役のオーディションを受けるよう勧めたという複数の資料が存在する。しかしながら、メラニー役よりも主役のスカーレット・オハラに興味を持っていたフォンテインはキューカーの誘いを断ったとされており、自分の代わりに姉デ・ハヴィランドをキューカーに推薦したといわれている。最終的にはワーナー・ブラザースの社長ジャック・L・ワーナーの妻アンが、デ・ハヴィランドのメラニー役起用を後押ししている。そして『風と共に去りぬ』でメラニーを演じたデ・ハヴィランドは、アカデミー助演女優賞にノミネートされた。しかしながらこの年のアカデミー助演女優賞を受賞したのは、同じく『風と共に去りぬ』でスカーレットの黒人の召使マミー役を演じた女優のハティ・マクダニエルだった。

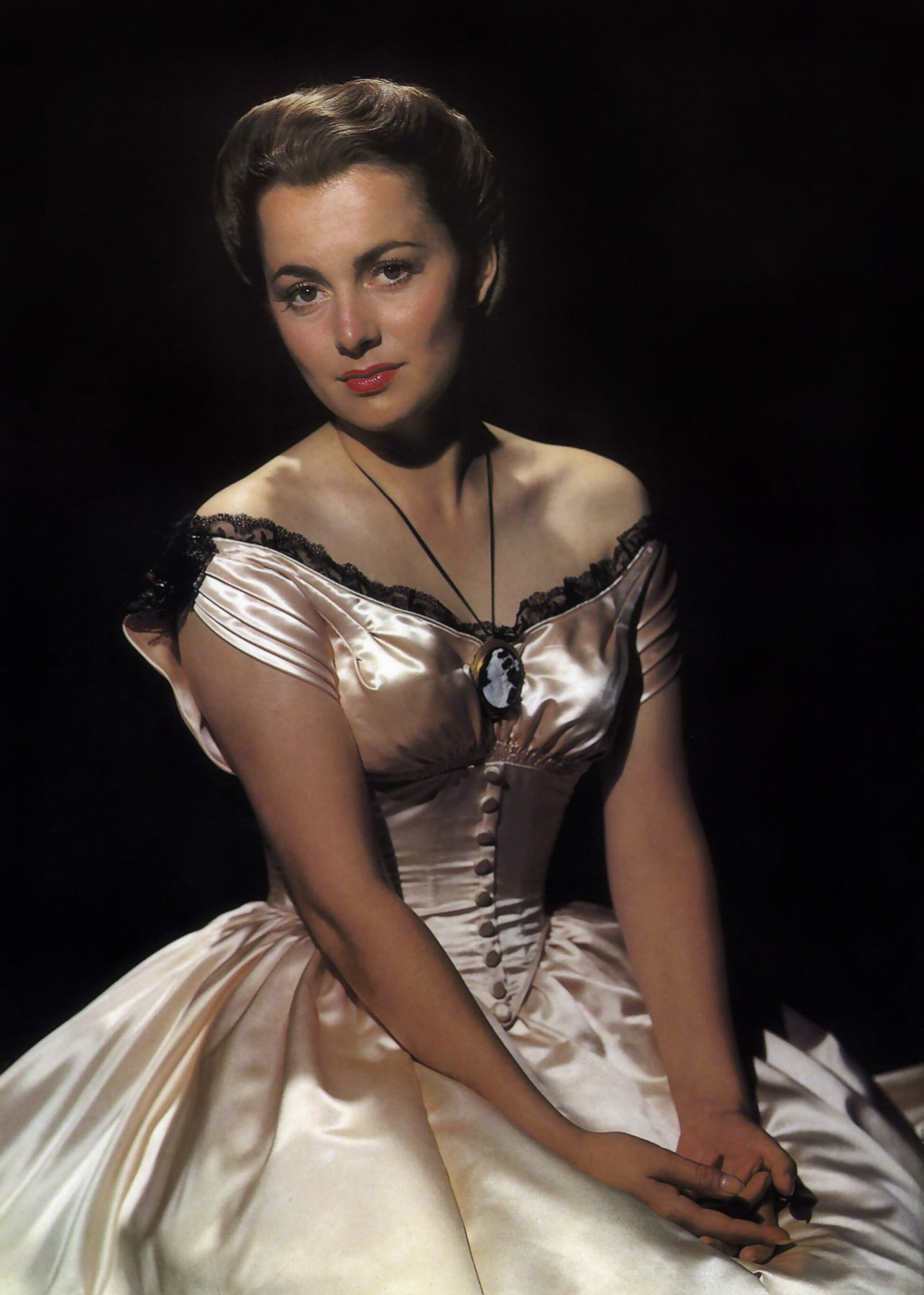
『カンサス騎兵隊』（1940年）の宣材写真。

『風と共に去りぬ』のメラニー役で批評家たちから絶賛されたデ・ハヴィランドは、それまでにも増してシリアスで難しい役どころを演じてみたいと考えていた。しかしながらワーナー・ブラザースはデ・ハヴィランドの期待には応えなかった。『女王エリザベス (en:The Private Lives of Elizabeth and Essex)』（1939年）で、主役のベティ・デイヴィスとエロール・フリンに次ぐ三番目の役を演じたデ・ハヴィランドは、犯罪ドラマ映画『犯人は誰だ (en:Raffles)』（1939年）への出演を命じられて、ワーナー・ブラザース外部の映画プロデューサーのサミュエル・ゴールドウィンに預けられている。また、次作のライトコメディミュージカル映画『My Love Came Back』（1940年）の主役も決まっていた。1940年代前半のデ・ハヴィランドは、演じがいがなく浅薄だと自身が思う役ばかりに起用されることに対して大きな不満を持つようになっていった。『風と共に去りぬ』のメラニー・ハミルトン役で、シリアスな役どころも演じる能力があることを証明したと考えていたデ・ハヴィランドにとって、以前と変わらない純情な娘役や可憐な乙女役は苦痛でしかなかったのである。デ・ハヴィランドはこれまで同様の内容と配役で書かれた脚本を突き返すようになり、自身が望むやりがいのある役を積極的に探していった。さらにデ・ハヴィランドは、『カンサス騎兵隊』や『壮烈第七騎兵隊』など評判がよかったエロール・フリンとの長きにわたる共演も終わらせた。共演した最後の作品である『壮烈第七騎兵隊』はもっとも長く二人が語り合う場面が描写された作品となっている。
1941年11月28日にデ・ハヴィランドはアメリカに帰化した。
1940年代前半にデ・ハヴィランドが出演した映画でヒットした作品として『いちごブロンド (en:The Strawberry Blonde)』（1941年）、『Hold Back the Dawn』（1941年）、『カナリヤ姫 (en:Princess O'Rourke)』（1943年）などが挙げられる。『カナリヤ姫』で演じたマリア王女は、ワーナー・ブラザースで演じた役のうち、デ・ハヴィランドにとってもっとも満足のいく役どころだった。デ・ハヴィランドは第14回アカデミー賞で、『Hold Back the Dawn』のエイミー・ブラウン役で主演女優賞にノミネートされた。

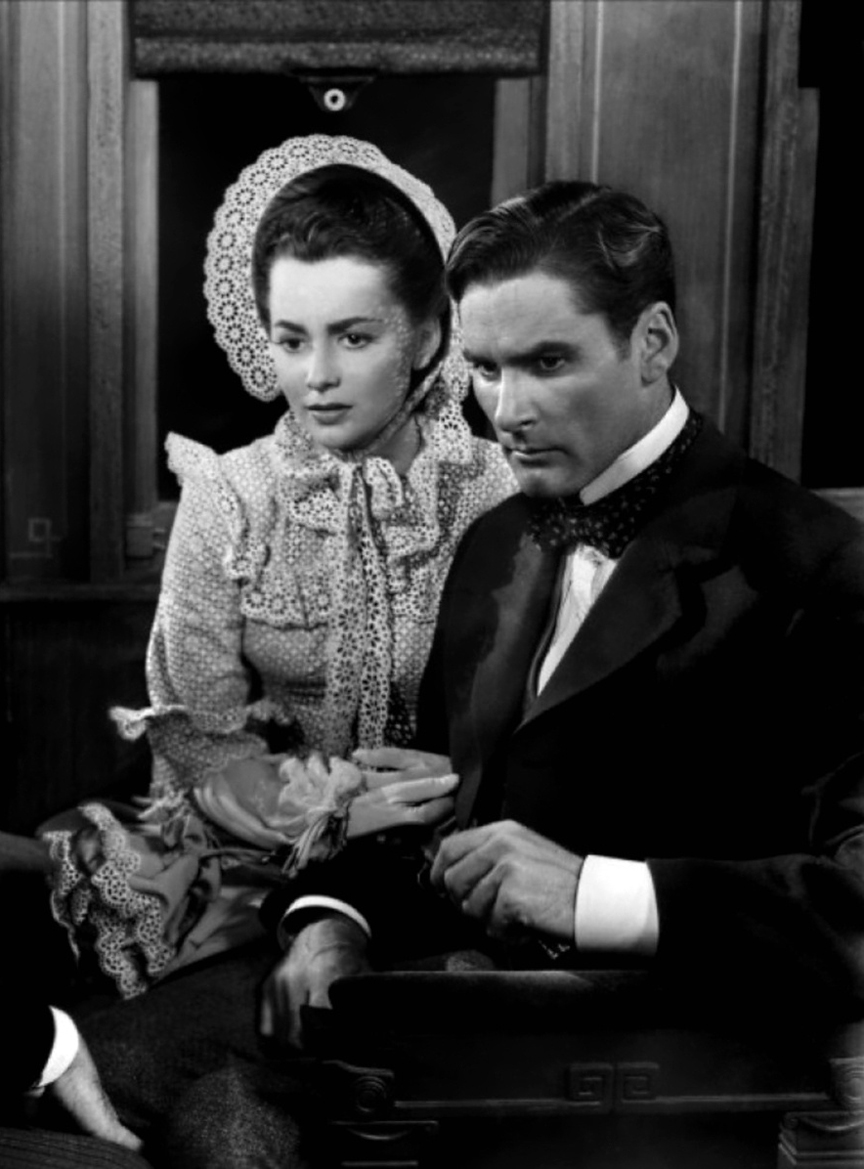
『カンサス騎兵隊』（1940年）で共演したデ・ハヴィランドとエロール・フリン。

デ・ハヴィランドは、ワーナー・ブラザース作品の『男性 (en:The Male Animal)』（1942年）、『追憶の女 (en:In This Our Life)』（1942年）、『陽気な女秘書 (en:Government Girl)』（1944年）、『まごころ (en:Devotion)』（1946年）に出演した。『まごころ』の公開年は1946年だが撮影自体は1943年に終了しており、公開年としてはこの『まごころ』がデ・ハヴィランドの7年間にわたるワーナー・ブラザースとの契約における最後の出演作品となった。ワーナー・ブラザースはデ・ハヴィランドに6カ月の契約延長を告げたが、デ・ハヴィランドはこの申し入れを受け入れなかった。当時の法律では、契約中の俳優が製作会社から提示された配役を拒否した場合には、その作品の撮影期間を契約期間に加算延長することを認めており、ほとんどの俳優はこの慣例のもとでの契約を受け入れていた。しかしながらこの契約形態に疑問を持つ俳優も少数ながら存在し、1930年代にベティ・デイヴィスがワーナー・ブラザースに訴訟を起こしたことがあったが最終的には敗訴している。デ・ハヴィランドは顧問弁護士の助言と全米映画俳優組合の後押しを受けて、1943年8月にワーナー・ブラザースを相手取って出演拒否に対する契約期間延長処置への訴訟を起こした。この訴訟を審理したカリフォルニア州最高裁判所はワーナー・ブラザースの異議を却下し、デ・ハヴィランドの勝訴とする判決を下した（判例 #487, 685）。それまでの製作会社の絶大な権限を弱め、俳優たちにはるかに自由な創作活動の場を与えるというこの判決は、ハリウッド映画界に非常に重要で大きな影響を与えることとなった。デ・ハヴィランドが勝ち得たこの判例は、今でも「デ・ハヴィランド法 (en:De Havilland Law)」として知られている。製作会社を相手取って勝訴したデ・ハヴィランドは、俳優仲間たちから敬意と賞賛の的となった。デ・ハヴィランドと不仲だった妹のジョーン・フォンテインも「ハリウッドはオリヴィアに途方もなく大きな借りがあります」とコメントしている。敗訴したワーナー・ブラザースはデ・ハヴィランドに関する書簡をほかの製作会社に送りつけた。そしてデ・ハヴィランドは「ブラックリスト女優」とみなされて、その後2年間にわたって映画作品に出演することができなかった。

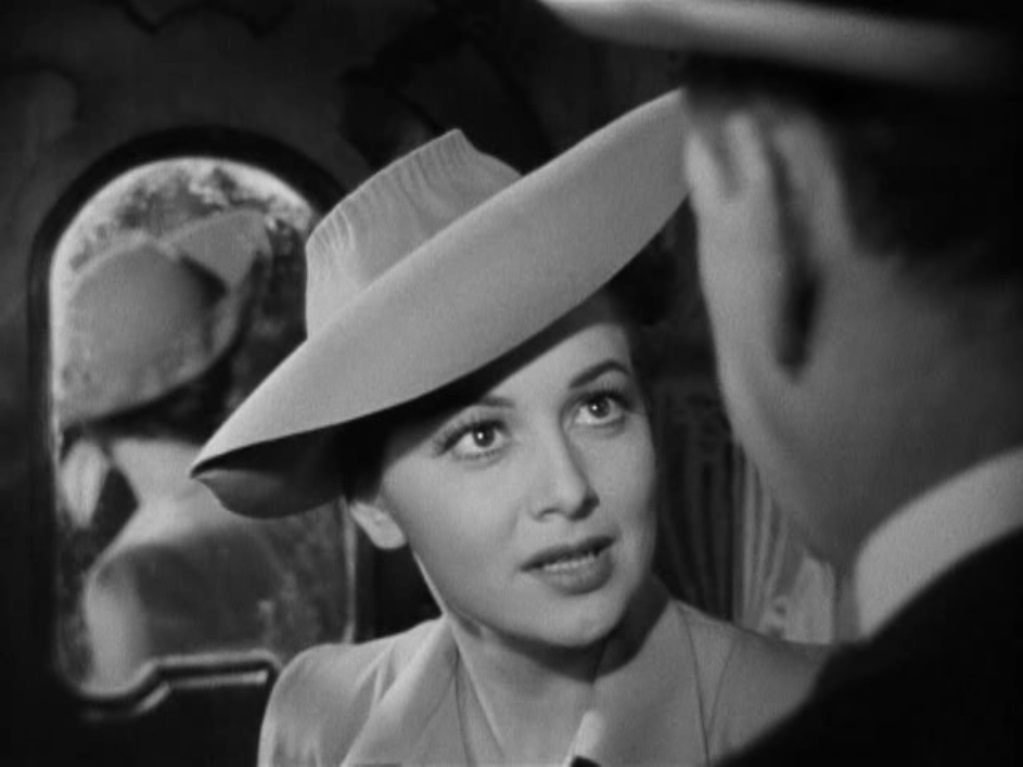
『追憶の女』（1942年）におけるデ・ハヴィランド。

ブロンテ姉妹の生涯を大幅に脚色した映画で、1943年に撮影が終了していたもののワーナー・ブラザースとの訴訟期間中はお蔵入りとなっていた『まごころ』の公開後、デ・ハヴィランドはパラマウント映画と3本の映画に出演する契約を交わした。そしてこれらの映画で演じたさまざまな役柄への演技が、その後のデ・ハヴィランドの女優としてのキャリアを決定付ける先駆けとなった。ジェームズ・エイジーは『暗い鏡 (en:The Dark Mirror)』（1946年）について、デ・ハヴィランドがつねに「もっとも可憐な映画女優の一人だった」としつつ、近年の映画では優れた演技力を持つ女優であることも証明して見せたとしている。そして「その優れた才能」を表に出していない場面でさえも、デ・ハヴィランドの演技力が「思慮深く、内に秘めた細やかな演技を保ち続けている」と指摘した。さらにエイジーは、デ・ハヴィランドの演技が「豊かな才能だけでなく、（デ・ハヴィランドの）心身ともに健全で好ましい内面によるところが大きい。観ているだけで嬉しくなってしまう」と結んでいる。デ・ハヴィランドは『遥かなる我が子』（1946年）のジョゼフィン・ノリス役でアカデミー主演女優賞を受賞し、さらに『女相続人』（1949年）のキャサリン・スローパー役でアカデミー主演女優賞、ニューヨーク映画批評家協会主演女優賞、ゴールデングローブ賞 主演女優賞（ドラマ部門）を受賞した。『蛇の穴』（1948年）のヴァージニア・スチュアート・カニンガム役も高く評価され、アカデミー主演女優賞にノミネートされている。この『蛇の穴』は精神疾患を正面から描いた最初期の映画の一つで、「陰惨な精神病院の実態を暴き出した、ハリウッドの歴史に残る重要な作品」といわれている。デ・ハヴィランドがそれまでの美女役とはまったくかけ離れた役を演じた意欲と、議論が巻き起こるであろう作品に真っ向から取り組んだ姿勢は高く評価された。デ・ハヴィランドはこの『蛇の穴』でニューヨーク映画批評家協会主演女優賞、ナストロ・ダルジェント最優秀外国人女優賞、ナショナル・ボード・オブ・レビュー主演女優賞を受賞している。

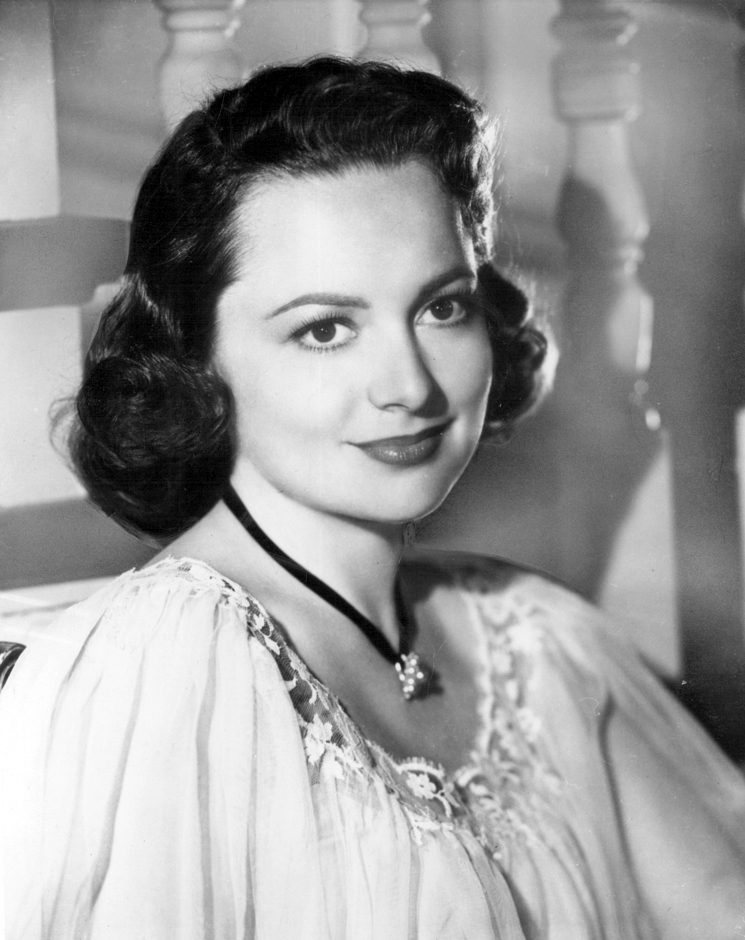
デ・ハヴィランドの宣材写真。1952年。

この時期のデ・ハヴィランドは確固たる自由主義者で、民主党のフランクリン・ルーズベルトとハリー・S・トルーマンの支持者だった。自由主義への共産主義の浸透を憂慮していたデ・ハヴィランドは、1946年にある騒動を巻き起こし、マスコミにも大きく報道された。スターリン主義による残虐行為に関する報告会の場で、ハリウッド美術科学専門職の独立市民委員会が事前に用意した演説原稿から、親共産主義と思われる箇所を飛ばして読み上げたのである。この独立市民委員会は後に共産主義者の偽装組織だと認定されている。デ・ハヴィランドは、独立市民委員会の自由主義会員たちが一握りの上層部の共産主義会員に操られているのではないかと危惧するようになった。そして、1946年の中間選挙で民主党が大勝すれば、独立市民委員会の親ソヴィエト的な言動を抑制できると考えた。デ・ハヴィランドは、独立市民委員会を共産主義者から取り戻すための活動を始めたが、最終的にはこの活動は失敗し、デ・ハヴィランドに共鳴して改革派に加わったハリウッド業界人たちの多くが離脱するという結果となった。デ・ハヴィランドに説得されて改革派に加わっていた俳優にロナルド・レーガンがおり、その後1952年以降のレーガンの政治活動は劇的に変化していった。デ・ハヴィランドが自由主義の改革活動をあまりに主張したために、赤狩りの舞台となった下院非米活動委員会に1958年に召還されたこともあったが、女優としてのキャリアに傷がつくことはなかった。

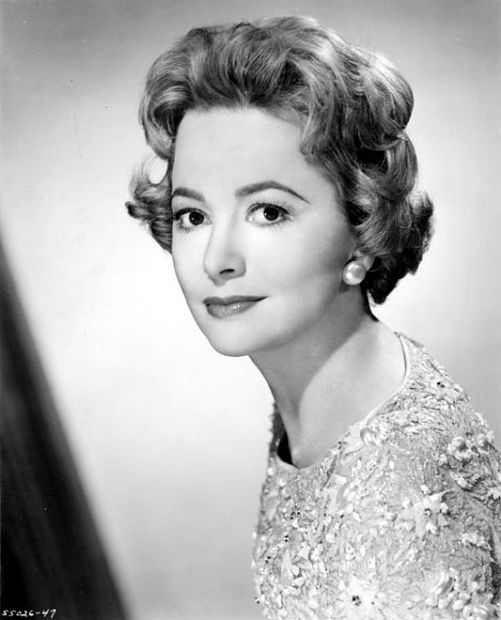
『Libel』（1959年）の宣材写真。

1950年代以降、デ・ハヴィランドの映画出演は散発的になっていった。1951年に公開予定だった映画『欲望という名の電車』の主役ブランチ・デュボアを提示されたが、デ・ハヴィランドはこのオファーを断っている。このブランチ・デュボア役を拒否した理由について、脚本の内容が生理的に受け入れられなかったことと、口にしたくない台詞が多くあったためだといわれてきた。しかしながらデ・ハヴィランドは2006年にこの噂を否定し、幼い子供の世話に追われていたために役を受けることができなかったと語っている。最終的にブランチ・デュボア役は『風と共に去りぬ』でデ・ハヴィランドと共演したヴィヴィアン・リーが、ロンドンでの舞台版『欲望という名の電車』でブランチ役で演じたのに引き続いて映画版のブランチ役を受け、二度目のアカデミー主演女優賞を獲得した。
デ・ハヴィランドが1960年代に出演した数少ない作品の中で、もっともよく知られているのが『不意打ち』（1964年）で、デ・ハヴィランドはエレベーターに閉じ込められて乱入者に脅される未亡人コーネリア・ヒリヤード役を演じている。ほかの作品としてロバート・アルドリッチ監督作品『ふるえて眠れ』（1964年）、キャサリン・アン・ポーター (en:Katherine Anne Porter) の小説をサム・ペキンパー監督でテレビドラマ化した『昼酒 ( en:Noon Wine)』（1966年）が有名である。1965年にデ・ハヴィランドは、カンヌ国際映画祭で初の女性審査委員長に任命された。
デ・ハヴィランドは1970年代後半まで映画女優を続け、その後テレビ番組へと舞台を移して1980年代後半まで活動を続けた。1986年に出演したテレビ映画『アナスタシア/光・ゆらめいて』ではロシア皇后マリア・フョードロヴナを演じ、ゴールデングローブ助演女優賞 (ミニシリーズ･テレビ映画部門)を受賞している。

## 2000年以降のデ・ハヴィランド
デ・ハヴィランドは1953年以来、フランスのパリ市内に居住し、セーヌ川左岸地域及び60年代以降は同パリ右岸パリ16区ロンシャン通り界隈に亡くなる時まで居住した。2000年以降のデ・ハヴィランドが公の場に姿を見せることはほとんどなかった。
2003年に第75回アカデミー賞授賞式にプレゼンターとして表れたときには、1分間にもおよぶスタンディングオベーションで迎えられた。2006年6月に、映画芸術科学アカデミーとロサンゼルス州立美術館がデ・ハヴィランドの90歳の誕生日を祝う式典を開催し、デ・ハヴィランドもこの式典に出席している。
2004年にターナー・クラシック・ムービーズが「思い出のメラニー (Melanie Remembers)」というテレビ番組を制作した。この番組は『風と共に去りぬ』の公開65周年の回顧記念番組の一つで、デ・ハヴィランドのインタビューを中心として構成されていた。『思い出のメラニー』が公開されたときに『風と共に去りぬ』の主要キャストで存命中だった人物としてデ・ハヴィランドのほかに、インディア・ウィルクス役のアリシア・レット、メイベル・メリーウェザー役のメアリー・アンダーソン (en:Mary Anderson)、ボー・ウィルクス役のミッキー・カーン (en:Mickey Kuhn) がいた(2023年現在はいずれも故人となっている、詳細はそれぞれの人物の記事を参照のこと)。デ・ハヴィランドはインタビューでメラニー役のことや撮影中のことなどを今でもはっきり覚えていると語っている。40分にわたるこの番組は、4枚組のDVDの一部として発売された。

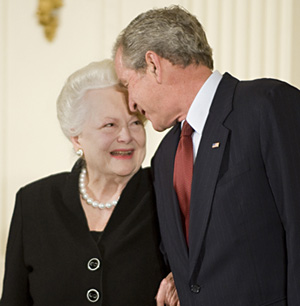
2008年にアメリカ合衆国大統領ジョージ・W・ブッシュから、国民芸術勲章を授与されたデ・ハヴィランド。

2008年11月17日に、92歳だったデ・ハヴィランドは芸術分野の顕彰としてはアメリカ最高位の国民芸術勲章を受章した。メダルをデ・ハヴィランドに授与した大統領のジョージ・W・ブッシュは、「シェークスピアのハーミアからマーガレット・ミッチェルのメラニーまで幅広い役柄を演じ分ける、その説得力にあふれた人をひきつけて離さない演技力に対して。彼女が持つ独立心、誠実さ、優雅さが豊かな創造力を解き放ち、素晴らしい映画女優として大成功させたのです」と演説した。
2009年に、デ・ハヴィランドはドキュメント番組『I Remember Better When I Paint』のナレーターを担当した。この番組は、芸術分野におけるアルツハイマー型認知症の重要性を描いた作品だった。2011年にはパリで開催された特別上映会にも出席している。
2010年9月9日に、デ・ハヴィランドはフランスの最高勲章であるレジオンドヌール勲章シュヴァリエ賞を授与された。勲章を授与したフランス大統領ニコラ・サルコジは、「フランスを（住居として）選んでくださったことを誇りに思います」と語った。
2011年2月1日に、デ・ハヴィランドはフランスの映画賞セザール賞授与式に姿を見せた。式典の代表を務めた女優のジョディ・フォスターが紹介すると、会場はスタンディングオベーションでデ・ハヴィランドを迎えた。
2014年1月3日、インディア・ウィルクス役のアリシア・レットが亡くなる。レットの死により、デ・ハヴィランドは存命している『風と共に去りぬ』出演者中、最年長となる。
2016年2月に、デ・ハヴィランドは風刺雑誌『オールディ』 (en:The Oldie) によって、「今年のオールディ」に選定された。フランスの自宅からロンドンの授賞式まで賞を受け取りに出向くことはできなかったが、録音されたメッセージの中で、「大変嬉しく思います」と話した。
2020年7月26日、死去。

## 私生活

### 日本滞在時代
カリフォルニア州サラトガで箱根ガーデンを開園したイザベル・スタインは、その開園のきっかけとなる日本旅行中にデ・ハヴィランド家と偶然知り合い、その後、偶然にもオリビア母子がサラトガに移住したことから、両家の親しい交際が始まった。
芥川比呂志によれば、大学がある日吉へ東急東横線で中村真一郎や加藤道夫と通学していた時代、オリヴィア、ジョーン姉妹とよく乗り合わせていた。
羽仁五郎によれば、軽井沢の教会で開かれた別荘住民による音楽会でオリヴィア、ジョーン姉妹が歌を披露したことがある。なおオリヴィアによれば、軽井沢にはデ・ハヴィランド家の所有する物件（別荘）が2つあって夏に滞在していた。

### 交友関係

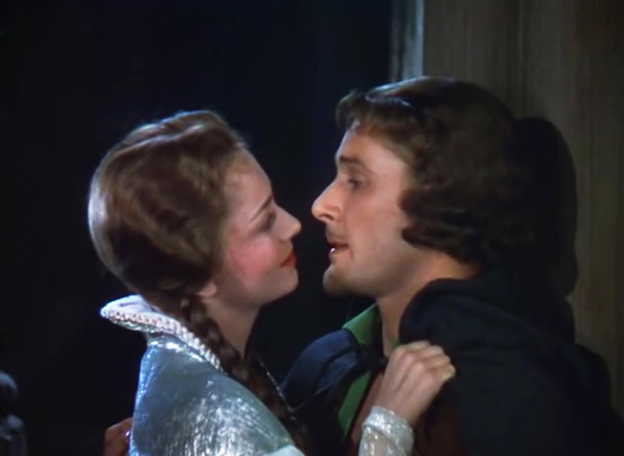
『ロビンフッドの冒険』（1938年）の宣伝フィルム。デ・ハヴィランドとエロール・フリン

8本の作品で共演したデ・ハヴィランドとエロール・フリンは、ハリウッド屈指のカップルといわれていたが、私生活で恋愛関係になったことはなかった。デ・ハヴィランドはフリンについて
と語っている。
しかしながらデ・ハヴィランドは他のインタビューで、二人は互いに好意を抱いておりフリンが求婚したことがあったが、デ・ハヴィランドは当時のフリンが女優リリ・ダミタ (en:Lili Damita) と結婚していたために、この求婚を断ったとも語っている。1939年12月から1942年3月まで、デ・ハヴィランドは俳優ジェームズ・ステュアートと交際していた。デ・ハヴィランドの代理人アイリーン・メイヤー・セルズニックが、1939年12月19日にニューヨークのアスター劇場で開催される『風と共に去りぬ』のプレミア試写会で、ステュアートにデ・ハヴィランドのエスコート役を頼んだことがある。この依頼を引き受けたステュアートは数日間にわたって複数の劇場でデ・ハヴィランドのエスコート役を務め、有名なレストランの21クラブにもデ・ハヴィランドと同行した。ステュアートがアメリカ空軍へ志願するために飛行訓練を受けていたロサンゼルスでも二人の逢瀬は続いた。デ・ハヴィランドは、1940年にステュアートが求婚したが、まだステュアートには結婚の心積もりが出来ていないと感じて断ったことがあるとしている。二人の関係は1941年3月にステュアートが空軍に入隊したことにより中断した。それでも1942年まで3月まで断続的にではあるが二人の関係は続いていたが、デ・ハヴィランドが映画監督ジョン・ヒューストンに惹かれていったために、ステュアートとの関係は終わりを告げている。

### 結婚と子ども

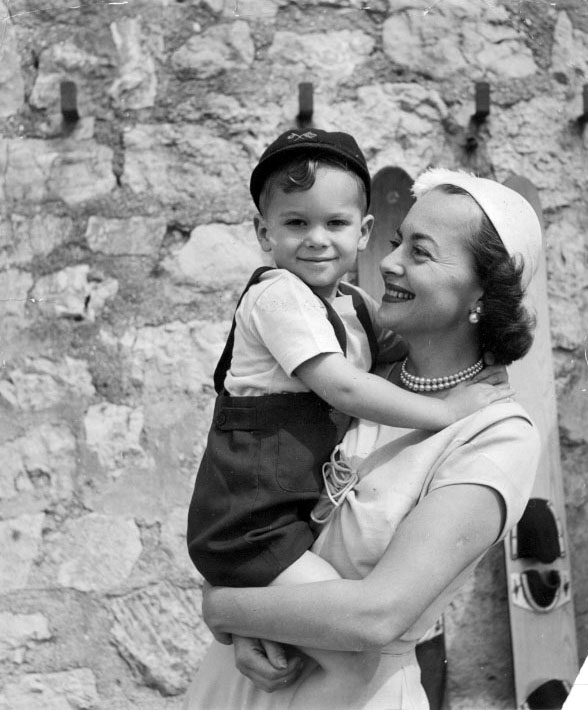
息子のベンジャミンと一緒のデ・ハヴィランド。1952年。

デ・ハヴィランドは、作家で脚本家でもあった退役海軍軍人マーカス・グッドリッチ (en:Marcus Goodrich) と1946年1月24日に結婚した。二人の間には1949年12月1日に一人息子ベンジャミン・グッドリッチが生まれたが、1952年に離婚している。息子ベンジャミンは癌のために、父マーカスが死去する三週間前の1991年10月1日に41歳で死去した。
デ・ハヴィランドが、ジャーナリストでフランスの雑誌『パリ・マッチ (en:Paris Match)』の編集者ピエール・ギャラント (fr:Pierre Galante) と再婚したのは1955年4月2日である。二人の間には1956年7月18日に一人娘ジゼル・ギャラントが生まれた。この結婚を期にパリへの移住と人生の再設計を決意したと、デ・ハヴィランドの回想録『Every Frenchman Has One』には記されている。1962年から二人は別居していたが、正式に離婚したのは1979年のことだった。

### 後半生
『恋愛合戦 (en:It's Love I'm After)』（1937年）、『女王エリザベス』（1939年）、『追憶の女』（1942年）、『ふるえて眠れ』（1964年）で共演した女優ベティ・デイヴィスは、その生涯にわたってデ・ハヴィランドの親友だった。ほかにもグロリア・スチュアートは2010年に100歳で死去するまでデ・ハヴィランドの親友だった女優である。2008年4月には、ロサンゼルスで行われた俳優チャールトン・ヘストンの葬儀に参列していた。またこの年には、アカデミー賞の主催団体である映画芸術科学アカデミーが企画したベティ・デイヴィス生誕100周年記念式典にサプライズ・ゲストとして招かれている。

### 妹との確執

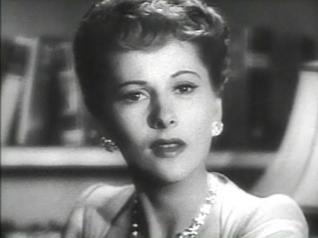
デ・ハヴィランドの妹ジョーン・フォンテイン。デ・ハヴィランドと同時にアカデミー主演女優賞にノミネートされ、フォンテインが主演女優賞を受賞した『断崖』（1941年）の宣伝フィルム。

オリヴィア・デ・ハヴィランドと妹のジョーン・フォンテインは、アカデミー主演賞を受賞した史上唯一の兄弟姉妹である。最初に女優の道を選んだのはデ・ハヴィランドで、妹のフォンテインも姉に続いて女優になろうとした。しかし、二人の母親リリアンはデ・ハヴィランドのほうを可愛がっており、フォンテインが女優になっても「デ・ハヴィランド」という名前を使うことを許さなかったといわれている。このためフォンテインは別の芸名をつけざるを得なくなり、最初にジョーン・バーフィールド、後にジョーン・フォンテインという名前で芸能活動を続けることとなった。伝記作家のチャールズ・ハイアム (en:Charles Higham) は、この姉妹が幼いころからいつも喧嘩をしていたと指摘しており、フォンテインはデ・ハヴィランドのお下がりの服を与えられていたが、デ・ハヴィランドがフォンテインに渡す服をわざと破ったために、フォンテインはその服を縫い直して着なければならなかったというエピソードを紹介している。
1942年にデ・ハヴィランドとフォンテインは、同時にアカデミー主演女優賞にノミネートされた。対象となったのは、デ・ハヴィランドが『Hold Back the Dawn』のエイミー・ブラウン役、フォンテインがアルフレッド・ヒッチコック監督作品『断崖』のリナ・マクレイドロウ役で、主演女優賞を獲得したのは妹のフォンテインだった。チャールズ・ハイアムはこのときのフォンテインが「女優という仕事に心身を捧げていない自分が賞を獲得したことに対して後ろめたく感じていた」としている。また、ハイアムはこのときのアカデミー授賞式で、主演女優賞を受け取るために歩き出したフォンテインがデ・ハヴィランドからの祝福をあからさまに拒絶したために、デ・ハヴィランドは気分を害して当惑して見えたと記述している。
ハイアムはフォンテインが自分の娘とも疎遠になったとしており、おそらく娘が伯母であるデ・ハヴィランドと隠れて連絡を取り合っていたためではないかと指摘している。デ・ハヴィランドもフォンテインも自分たちの関係を公言したことはほとんどない。ただしフォンテインは1979年のインタビューで、自分たち姉妹が口をきかなくなったのは、癌に苦しんでいた母親に外科手術を受けさせようとしたデ・ハヴィランドと、当時88歳の母親には手術は無理だと考えていた自分との間で意見が対立したことが原因だと語ったことがある。そしてフォンテインは、母リリアンが死去したときにデ・ハヴィランドが、当時舞台巡業公演で各地を回っていた自分を探そうとしなかったと主張している。デ・ハヴィランドは母の死を知らせる電報をフォンテインに送ったが、この電報をフォンテインが目にしたのは二週間後で、フォンテインが母の死を知ったのは次の公演地に移動してからのことだった。
姉妹の確執は2013年12月のフォンテインの死で終焉を迎えた。フォンテインは生前に「私のほうがオリヴィアよりも先に結婚し、先にアカデミー賞を受賞しました。もし私のほうが先に死去することがあれば、すべてにおいて私に出し抜かれたと知って彼女は間違いなく激怒することでしょう」と語っていた。しかし、デ・ハヴィランドは妹の死のニュースに「衝撃を受け、悲しみに襲われています」との声明を発表した。

## 著作
デ・ハヴィランドは1960年に回顧録『Every Frenchman Has One』を出版した。また、ジョン・リッチフィールドによるとデ・ハヴィランドが自叙伝を執筆中で、2009年9月には初稿を完成させたいとしている。2015年1月のインタビューでデ・ハヴィランドは自叙伝の執筆に取り組んでいると述べた。

## 訴訟
2017年6月30日の自身の誕生日前日にドラマシリーズ『フュード/確執 ベティ vs ジョーン』のテレビ局FX及びプロデューサーのライアン・マーフィーに対して訴訟を起こした。ドラマはタイトルの通り、デ・ハヴィランドの旧友ベティ・デイヴィスと『何がジェーンに起ったか?』の共演者ジョーン・クロフォードの確執を描いたもので、キャサリン・ゼタ＝ジョーンズがデ・ハヴィランドとして登場している。
このドラマが前述の妹ジョーン・フォンテインと本人の関係にも触れ、そのシーンでデ・ハヴィランドがフォンテインを"bitch"と侮辱したように描かれている。このシーンがデ・ハヴィランドのイメージを大いに傷つけるとして訴訟を起こした。しかし、FXやマーフィー側は過去にデ・ハヴィランドが出演した映画やドラマにおける下品な表現"God damn it"や"son of a bitch"、また彼女の著書の中から"I don't play bitches"という引用を示し対抗している。
2018年3月、カリフォルニア州裁判所は「制作者側は表現の自由を定めた米憲法で守られる」として訴えを退けた。デ・ハヴィランドは上訴したが、2019年1月7日に連邦最高裁判所は棄却した。

## 映画賞、表彰

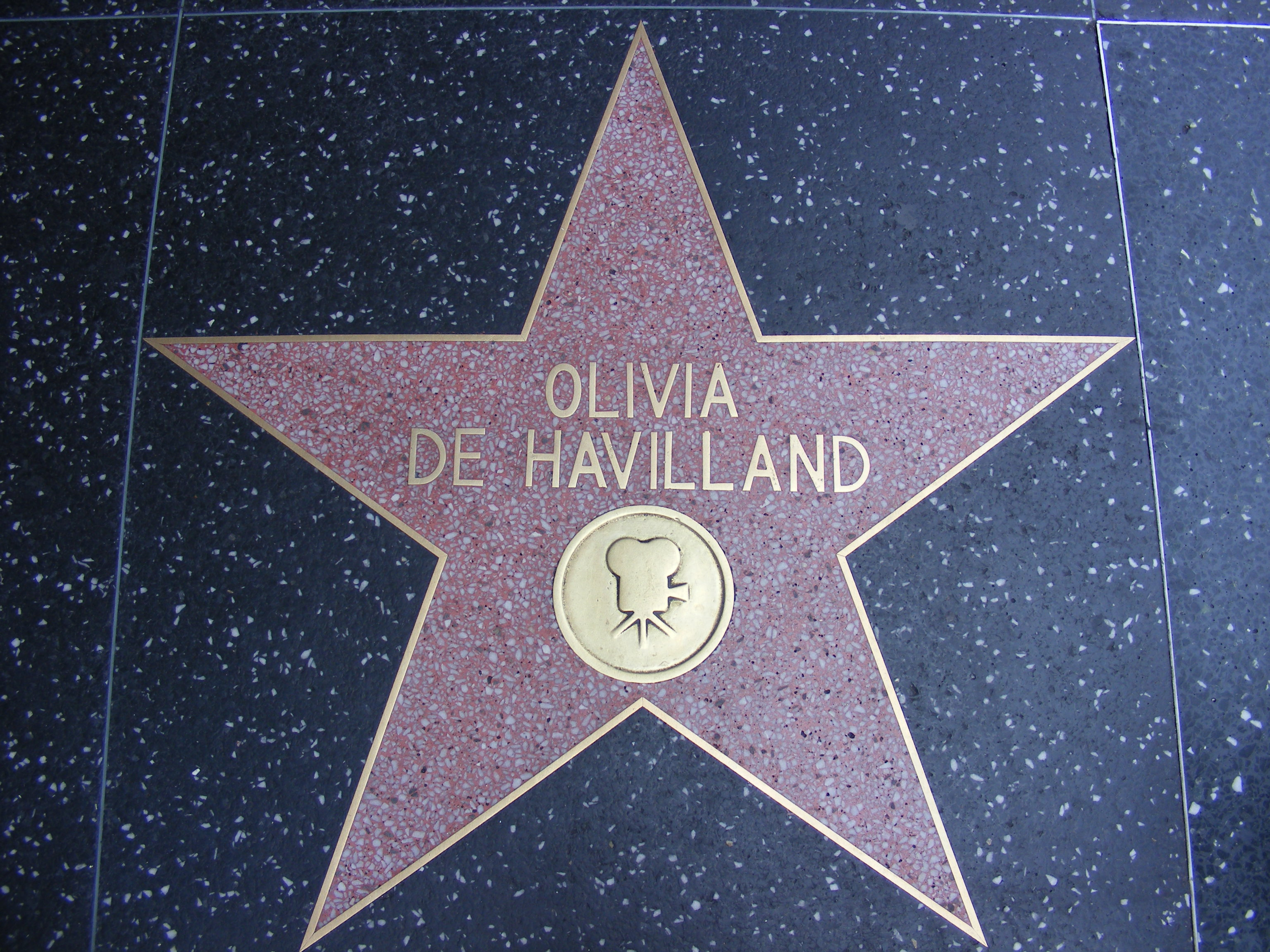
ハリウッド・ウォーク・オブ・フェームのハリウッド通り6762にある、デ・ハヴィランドのスター・プレート。

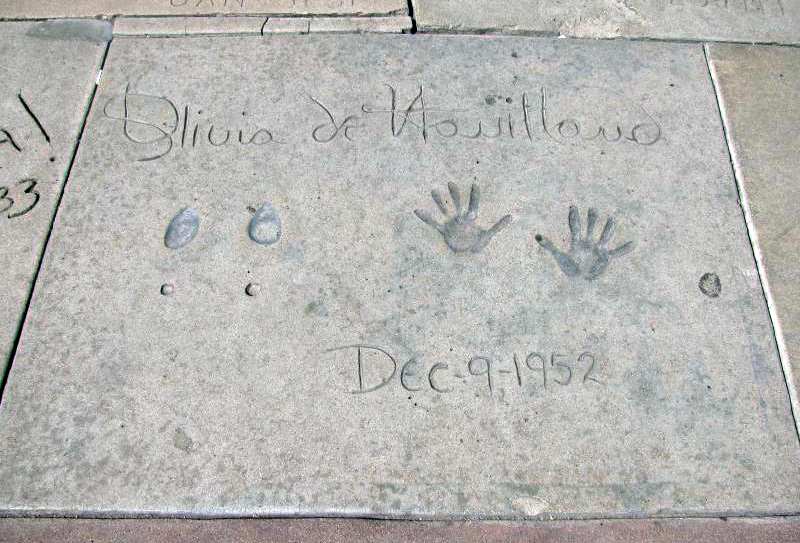
グローマンズ・チャイニーズ・シアターのデ・ハヴィランドの手形と足型。

- 1940年 アカデミー助演女優賞ノミネート - 『風と共に去りぬ』
- 1941年 ニューヨーク映画批評家協会賞主演女優賞第2位 - 『Hold Back the Dawn』
- 1942年 アカデミー主演女優賞ノミネート - 『Hold Back the Dawn』
- 1946年 ニューヨーク映画批評家協会賞主演女優賞第2位 - 『遥かなる我が子』
- 1947年 アカデミー主演女優賞受賞 - 『遥かなる我が子』
- 1948年 ナショナル・ボード・オブ・レビュー主演女優賞受賞 - 『蛇の穴』
- 1948年 ニューヨーク映画批評家協会賞主演女優賞受賞 - 『蛇の穴』
- 1949年 アカデミー主演女優賞ノミネート - 『蛇の穴』
- 1949年 ヴェネツィア国際映画祭女優賞受賞 - 『蛇の穴』
- 1949年 ニューヨーク映画批評家協会賞主演女優賞受賞 - 『蛇の穴』
- 1950年 アカデミー主演女優賞受賞 - 『女相続人』
- 1950年 ゴールデングローブ主演女優賞（ドラマ部門） - 『女相続人』
- 1950年 ナストロ・ダルジェント賞最優秀外国女優賞受賞 - 『女相続人』
- 1953年 ゴールデングローブ賞 主演女優賞（ドラマ部門）ノミネート - 『謎の佳人レイチェル』
- 1960年 ハリウッド・ウォーク・オブ・フェームのハリウッド通り6762にスタープレート設置
- 1987年 ゴールデングローブ助演女優賞（ミニシリーズ･テレビ映画部門）受賞 - 『アナスタシア/光・ゆらめいて』
- 2008年 アメリカの国家芸術メダル受章
- 2010年 フランスのレジオンドヌール勲章シュヴァリエ章受章[5]
- 2016年 今年のオールディ受賞[56]
- 2017年 大英帝国勲章Dame Commender of the Order of the British Empire（DBE）受章

## 出演作品

### 映画作品
| 公開年 | 邦題 原題                                                   | 役柄                                   | 備考 |
| ------ | ----------------------------------------------------------- | -------------------------------------- | --- |
| 1935年 | 『ブラウンの怪投手』 Alibi Ike                              | ドリー・スティーヴンス                 | |
| 1935年 | 『頑張れキャグニー』 The Irish in Us                        | ルシール・ジャクソン                   | |
| 1935年 | 『真夏の夜の夢』 A Midsummer Night's Dream                  | ハーミア                               | 「Olivia de Haviland」としてクレジット 映画デビュー作品 |
| 1935年 | 『海賊ブラッド』 Captain Blood                              | アラベラ・ビショップ                   | |
| 1936年 | 『風雲児アドヴァース』 Anthony Adverse                      | アンジェラ・ジョゼッペ                 | |
| 1936年 | 『進め龍騎兵』 The Charge of the Light Brigade              | エルザ・キャンベル                     | |
| 1937年 | Call It a Day                                               | キャサリーン・"キャス"・ヒルトン       | |
| 1937年 | 『恋愛合戦』 It's Love I'm After                            | マルシア・ウエスト                     | |
| 1937年 | The Great Garrick                                           | ガーメイン・デ・ラ・コルベ             | |
| 1938年 | 『黄金の罠』 Gold Is Where You Find It                      | セレーナ・"スプラット"・フェリス       | |
| 1938年 | 『ロビンフッドの冒険』 The Adventures of Robin Hood         | マリアン・フィッツウォーター           | |
| 1938年 | 『結婚スクラム』 Four's a Crowd                             | ロリ・ディリングウェル                 | |
| 1938年 | Hard to Get                                                 | マルガリータ・リチャーズ               | |
| 1939年 | 『太平洋の翼/海の荒鷲』 Wings of the Navy                   | イレーネ・デイル                       | |
| 1939年 | 『無法者の群』 Dodge City                                   | アビー・アーヴィング                   | |
| 1939年 | 『女王エリザベス』 The Private Lives of Elizabeth and Essex | レディ・ペネロープ・グレイ             | |
| 1939年 | 『風と共に去りぬ』 Gone with the Wind                       | メラニー・ウィルクス                   | アカデミー助演女優賞 ノミネート |
| 1939年 | 『犯人は誰だ』 Raffles                                      | グウェン・マンダーズ                   | |
| 1940年 | My Love Came Back                                           | アメリア・コーネル                     | |
| 1940年 | 『カンサス騎兵隊』 Santa Fe Trail                           | キット・カーソン・ホリディ             | |
| 1941年 | 『いちごブロンド』 The Strawberry Blonde                    | エイミー・リンド・グリムズ             | |
| 1941年 | Hold Back the Dawn                                          | エイミー・ブラウン                     | ニューヨーク映画批評家協会賞主演女優賞 第2位 アカデミー主演女優賞 ノミネート |
| 1941年 | 『壮烈第七騎兵隊』 They Died with Their Boots On            | エリザベス・ベーコン・カスター         | |
| 1942年 | 『男性』 The Male Animal                                    | エレーン・ターナー                     | |
| 1942年 | 『追憶の女』 In This Our Life                               | ロイ・ティンバーレイク                 | |
| 1943年 | Thank Your Lucky Stars                                      | デ・ハヴィランド自身                   | 第二次世界大戦の資金集めのために製作された一連の「ハリウッド玉手箱」の一つ |
| 1943年 | 『カナリヤ姫』 Princess O'Rourke                            | マリア王女 / メアリー・ウィリアムス    | 「Olivia DeHavilland」としてクレジット |
| 1943年 | 『陽気な女秘書』 Government Girl                            | エリザベス・"スモーキー"・アラード     | |
| 1946年 | 『遥かなる我が子』 To Each His Own                          | ミス ジョゼフィン・"ジョディ"・ノリス  | アカデミー主演女優賞 受賞 ニューヨーク映画批評家協会賞主演女優賞 第2位 |
| 1946年 | 『まごころ』 Devotion                                       | シャーロット・ブロンテ                 | |
| 1946年 | The Well-Groomed Bride                                      | マージー・ドーソン                     | |
| 1946年 | 『暗い鏡』 The Dark Mirror                                  | テリー / ルース・コリンズ              | |
| 1948年 | 『蛇の穴』 The Snake Pit                                    | ヴァージニア・スチュアート・カニンガム | アカデミー主演女優賞 ノミネート ナショナル・ボード・オブ・レビュー主演女優賞 受賞 ニューヨーク映画批評家協会賞主演女優賞 受賞 ナストロ・ダルジェント賞最優秀外国女優賞 受賞 ヴェネツィア国際映画祭女優賞 受賞 |
| 1949年 | 『女相続人』 The Heiress                                    | キャサリン・スローパー                 | アカデミー主演女優賞 受賞 ゴールデングローブ賞 主演女優賞（ドラマ部門） 受賞 ニューヨーク映画批評家協会賞主演女優賞 受賞                                                                                      |
| 1952   | 『謎の佳人レイチェル』 My Cousin Rachel                     | レイチェル・サンガラッティ・アシュレー | ゴールデングローブ賞 主演女優賞（ドラマ部門） ノミネート |
| 1955年 | 『王女アナ・メンドーサ』 That Lady                          | アナ・デ・メンドーサ                   | |
| 1955年 | 『見知らぬ人でなく』 Not as a Stranger                      | クリスティナ・ヘヴィソン               | |
| 1956年 | 『恋は巴里で』 The Ambassador's Daughter                    | ジョーン・フィスク                     | |
| 1958年 | 『誇り高き反逆者』 The Proud Rebel                          | リネット・ムーア                       | |
| 1959年 | Libel                                                       | レディ・マーガレット・ロッドン         | |
| 1962年 | Light in the Piazza                                         | メグ・ジョンソン                       | |
| 1964年 | 『不意打ち』 Lady in a Cage                                 | コーネリア・ヒリヤード                 | |
| 1964年 | 『ふるえて眠れ』 Hush… Hush, Sweet Charlotte                | ミリアム・ディーリング                 | 「Olivia deHavilland」としてクレジット |
| 1970年 | 『冒険者』 The Adventurers                                  | デボラ・ハドリー                       | |
| 1972年 | Pope Joan                                                   | マザー・スペリア                       | |
| 1977年 | 『エアポート'77/バミューダからの脱出』 Airport '77          | エミリー・リヴィングストン             | |
| 1978年 | 『スウォーム』 The Swarm                                    | モーリーン・シャスター                 | |
| 1979年 | The Fifth Musketeer                                         | 王太后アンヌ                           | |
| 2009   | I Remember Better When I Paint                              | ナレーション                           | |

### テレビ作品
| 放送年 | 邦題 原題                                                                       | 役柄                               | 備考 |
| ------ | ------------------------------------------------------------------------------- | ---------------------------------- | --- |
| 1966年 | 『昼酒』 Noon Wine                                                              | エリー・トンプソン                 | ABC Stage 67 |
| 1972年 | 『埋められた女』 The Screaming Woman                                            | ローラ・ワイナント                 | |
| 1979年 | 『ルーツ2』 Roots: The Next Generations                                         | ミセス・ワーナー                   | ミニシリーズ |
| 1981年 | The Love Boat                                                                   | ヒリー                             | シーズン4、エピソード23 |
| 1982年 | 『殺人は容易だ』 Murder Is Easy                                                 | ホノリア・ウェインフリート         | |
| 1982年 | 『ロイヤル・ロマンス／ダイアナ世紀の恋』 The Royal Romance of Charles and Diana | 王太后エリザベス・ボーズ＝ライアン | |
| 1986年 | 『南北戦争物語 愛と自由への大地』 North and South II                            | ミセス・ニール                     | ミニシリーズ |
| 1986年 | 『アナスタシア/光・ゆらめいて』 Anastasia: The Mystery of Anna                  | ロシア皇后マリア・フョードロヴナ   | ゴールデングローブ助演女優賞 (ミニシリーズ･テレビ映画部門) 受賞 プライムタイム・エミー賞助演女優賞（ミニシリーズ/テレビ映画部門） ノミネート |
| 1988年 | The Woman He Loved                                                              | ベッシー・メリマン                 | |